# Горно Стенско
Горно Стенско е бивше село в Егейска Македония, Гърция, на територията на дем Нестрам, област Западна Македония.

## География
Селото е било разположено на два километра североизточно от днешното костурско село Стенско.

## История
Село Горно Стенско е било малко село, изоставено в размирното време в края на XVIII век при конфликта на Али паша Янински и други албански феодали с централната власт. Жителите бягат и се заселват в село Стенско.